# 7e cérémonie des International Indian Film Academy Awards

La 7e cérémonie des International Indian Film Academy Awards s'est déroulée le 17 juin 2006 à Dubaï (Émirats arabes unis), et a récompensé les performances des artistes du cinéma indien.

## Palmarès

### Récompenses populaires
| Catégorie                               | Lauréat                                                                         |  |
|                                         |                                                                                 |  |
| Meilleur film                           | Black de Sanjay Leela Bhansali                                                  |  |
| Meilleur réalisateur                    | Sanjay Leela Bhansali (Black)                                                   |  |
| Meilleur acteur                         | Amitabh Bachchan (Black)                                                        |  |
| Meilleure actrice                       | Rani Mukherjee (Black)                                                          |  |
| Meilleur acteur dans un second rôle     | Abhishek Bachchan (Sarkar)                                                      |  |
| Meilleure actrice dans un second rôle   | Ayesha Kapur (Black)                                                            |  |
| Meilleur acteur dans un rôle de méchant | Nana Patekar (Apaharan)                                                         |  |
| Meilleur acteur dans un rôle comique    | Javed Jafferi (Salaam Namaste)                                                  |  |
| Meilleur espoir masculin                | Shiney Ahuja (Hazaaron Khwaishein Aisi)                                         |  |
| Meilleur espoir féminin                 | Vidya Balan (Parineeta)                                                         |  |
| Meilleure histoire                      | Nagesh Kukunoor (Iqbal (en))                                                    |  |
| Meilleur compositeur                    | Shankar Mahadevan, Ehsaan Noorani et Loy Mendonsa (Bunty Aur Babli)             |  |
| Meilleur parolier                       | Gulzar pour la chanson « Kajra Re » (Bunty Aur Babli)                           |  |
| Meilleur chanteur de playback           | Himesh Reshammiya pour la chanson « Aashiq Banaya Aapne » (Aashiq Banaya Aapne) |  |
| Meilleure chanteuse de playback         | Alisha Chinai pour la chanson « Kajra Re » (Bunty Aur Babli)                    |  |

### Récompenses spéciales
- Prix de l'innovation : Hanuman
- Prix de la créativité : Nagesh Kukunoor pour le film Iqbal et Pradeep Sarkar pour le film Parineeta
- Contribution exceptionnelle au cinéma indien : K.K Mahajan (cinéaste), O.P. Dutta (producteur, réalisateur et scénariste), Asha Parekh (actrice)
- Accomplissement exceptionnel dans le cinéma international : Ashok Amritraj
- Succès comique de l'année : No Entry
- Star glamour de l'année : Preity Zinta

### Récompenses techniques
| Catégorie                          | Lauréat                                                         |  |
|                                    |                                                                 |  |
| Meilleure photographie             | Ravi K Chandran (Black)                                         |  |
| Meilleur scénario                  | Vidhu Vinod Chopra et Pradeep Sarkar (Parineeta)                |  |
| Meilleurs dialogues                | Prakash Jha (Apaharan)                                          |  |
| Meilleur montage                   | Bela Segal (Black)                                              |  |
| Meilleure chorégraphie             | Vaibhavi Merchant sur la chanson « Kajra Re » (Bunty Aur Babli) |  |
| Meilleures cascades                | Allan Amin (Dus)                                                |  |
| Meilleur son (film)                | Bishwadeep Chatterjee (Parineeta) / Anup Dev (Black)            |  |
| Meilleur son (chanson)             | P Balaraman (Aashiq Banaya Aapne)                               |  |
| Meilleurs effets spéciaux          | Prime Focus (Dus)                                               |  |
| Meilleure musique d'accompagnement | Monty Sharma (Black)                                            |  |
| Meilleurs costumes                 | Subarna Ray Chaudhuri (Parineeta)                               |  |
| Meilleur maquillage                | Vidyadhar Bhatt (Parineeta)                                     |  |

## Les nominations
- Meilleur film : Black ~ Bunty Aur Babli ~ Iqbal ~ No Entry ~ Page 3 ~ Parineeta
- Meilleur réalisateur : Prakash Jha (Apaharan) ~ Sanjay Leela Bhansali (Black) ~ Nagesh Kukunoor (Iqbal) ~ Madhur Bhandarkar (Page 3) ~ Pradeep Sarkar (Parineeta)
- Meilleur acteur : Amitabh Bachchan (Black) ~ Shahrukh Khan (Paheli) ~ Saif Ali Khan (Parineeta) ~ Saif Ali Khan (Salaam Namaste) ~ Amitabh Bachchan (Sarkar)
- Meilleure actrice : Rani Mukherjee (Black) ~ Rani Mukherjee (Bunty Aur Babli) ~ Konkona Sen Sharma (Page 3) ~ Vidya Balan (Parineeta) ~ Preity Zinta (Salaam Namaste)
- Meilleur acteur dans un second rôle : Amitabh Bachchan (Bunty Aur Babli) ~ John Abraham (Garam Masala) ~ Naseeruddin Shah (Iqbal) ~ Sanjay Dutt (Parineeta) ~ Abhishek Bachchan (Sarkar)
- Meilleure actrice dans un second rôle : Ayesha Kapur (Black) ~ Shernaz Patel (Black) ~ Shweta Prasad (Iqbal) ~ Juhi Chawla (My Brother… Nikhil) ~ Lara Dutta (No Entry)
- Meilleur acteur dans un rôle négatif : Nana Patekar (Apaharan) ~ Pankaj Kapur (Dus) ~ Ajay Devgan (Kaal) ~ Amrita Singh (Kalyug)
- Meilleur acteur dans un rôle comique : Ritesh Deshmukh (Bluffmaster!) ~ Akshay Kumar (Garam Masala) ~ Isha Koppikar (Kyaa Kool Hai Hum) ~ Javed Jafferi (Salaam Namaste) ~ Boman Irani (Waqt : A Race Against Time)